# Dorcadion sturmi
Dorcadion sturmi är en skalbaggsart som beskrevs av Imre Frivaldszky 1837. Dorcadion sturmi ingår i släktet Dorcadion och familjen långhorningar. Inga underarter finns listade i Catalogue of Life.